# City Under the Sea
City Under the Sea is een Britse avonturenfilm uit 1965 onder regie van Jacques Tourneur. Het scenario is losjes gebaseerd op het gedicht The City in the Sea (1845) van de Amerikaanse auteur Edgar Allan Poe.

## Verhaal
Jill Tregillis heeft een hotel aan de kust van Cornwall. Wanneer ze verdwijnt, gaan haar vrienden naar haar op zoek. Zo ontdekken ze een onderwaterstad, waar een boevenbende woont.

## Rolverdeling
| Acteur           | Personage     |
| ---------------- | ------------- |
| Vincent Price    | Kapitein      |
| David Tomlinson  | Harold        |
| Tab Hunter       | Ben           |
| Susan Hart       | Jill          |
| John Le Mesurier | Jonathan Ives |
| Henry Oscar      | Mumford       |
| Derek Newark     | Dan           |
| Roy Patrick      | Simon         |